# Seebs
Seebs ist eine Ortschaft und eine Katastralgemeinde in der Marktgemeinde Ludweis-Aigen im niederösterreichischen Waldviertel. Die Ortschaft hat 75 Einwohner (Stand 1. Jänner 2024).

## Geografie
Das westlich von Ludweis gelegene Dorf wird von der Landesstraße L60 durchquert. Etwas östlich passiert der Seebsbach den Ort und nimmt zugleich den Edelbach auf. Zur Ortschaft zählt auch das Sägewerk Reibergermühle ganz im Südwesten. Am 1. April 2020 umfasste die Ortschaft 32 Adressen.

## Geschichte
Der Name Seebs ist slawischen Ursprungs und bezeichnet einen Holzschlag, wie der Monumenta Boica zu entnehmen ist. Eine andere Deutung bezieht sich auf den slawischen Vornamen „Sebek“, was eine Koseform von Sebastian darstellt. Weiters trug das Dorf auch die Bezeichnung „Gut St. Lorenz“, da es den Kanonissinnen von St. Lorenz in Wien gehörte.
Im Jahr 1822 wurde der Ort als Dorf mit 27 Häusern genannt, das nach Blumau eingepfarrt war, wohin auch die Kinder eingeschult wurden. Das Gut Seebs zu Drosendorf besaß die Ortsobrigkeit, die Herrschaft Großsiegharts übte die Landgerichtsbarkeit aus und die Herrschaft Drosendorf besorgte die Konskription. Die Untertanen und Grundholde des Ortes gehörten den Herrschaften Gut Seebs und Drösiedl. Laut Adressbuch von Österreich waren im Jahr 1938 in Seebs ein Dachdecker, ein Viktualienhändler und mehrere Landwirte ansässig. Im Zuge der Niederösterreichischen Kommunalstrukturverbesserung trat die damalige Ortsgemeinde Blumau an der Wild, der auch Seebs angehörte, per 1. Jänner 1971 der Marktgemeinde Ludweis bei.

## Siedlungsentwicklung
Zum Jahreswechsel 1979/1980 befanden sich in der Katastralgemeinde Seebs insgesamt 41 Bauflächen mit 25.839 m² und 52 Gärten auf 28.175 m², 1989/1990 gab es 40 Bauflächen. 1999/2000 war die Zahl der Bauflächen auf 68 angewachsen und 2009/2010 bestanden 52 Gebäude auf 120 Bauflächen.

## Bodennutzung
Die Katastralgemeinde ist landwirtschaftlich geprägt. 245 Hektar wurden zum Jahreswechsel 1979/1980 landwirtschaftlich genutzt und 56 Hektar waren forstwirtschaftlich geführte Waldflächen. 1999/2000 wurde auf 244 Hektar Landwirtschaft betrieben und 56 Hektar waren als forstwirtschaftlich genutzte Flächen ausgewiesen. Ende 2018 waren 241 Hektar als landwirtschaftliche Flächen genutzt und Forstwirtschaft wurde auf 56 Hektar betrieben. Die durchschnittliche Bodenklimazahl von Seebs beträgt 39,8 (Stand 2010).